# Coelioxys chacoensis
Coelioxys chacoensis är en biart som beskrevs av Holmberg 1904. Coelioxys chacoensis ingår i släktet kägelbin, och familjen buksamlarbin. Inga underarter finns listade i Catalogue of Life.